# Programa Nacional de Alimentação Escolar
Programa Nacional de Alimentação Escolar (PNAE) é um programa do governo brasileiro para oferecer alimentação escolar e ações de educação alimentar e nutricional a estudantes de todas as etapas da educação básica pública.
Segundo o artigo 3º da Resolução no 26 de 17 de junho de 2013, que dispõe sobre o atendimento da alimentação escolar aos alunos da Educação Básica no âmbito do Programa Nacional de Alimentação Escolar, o PNAE tem por objetivo “contribuir para o crescimento e o desenvolvimento biopsicossocial, a aprendizagem, o rendimento escolar e a formação de práticas alimentares saudáveis dos alunos, por meio de ações de educação alimentar e nutricional e da oferta de refeições que cubram as suas necessidades nutricionais durante o período letivo”.
Desenvolvido inicialmente sob uma perspectiva puramente assistencialista, o PNAE é, atualmente, inteiramente pautado pelo Direito Humano à Alimentação Adequada, na medida em que possui caráter universal e de continuidade, assegurando alimentação adequada durante os 200 dias letivos do ano a todos os estudantes de escolas públicas, filantrópicas, comunitárias, de áreas indígenas e remanescentes de quilombos e a jovens e adultos.

## Histórico
Em 1955 um programa foi criado com o nome de Campanha da Merenda Escolar, pelo Decreto 37.106 (31/03/1955), subordinado ao Ministério da Educação (MEC). Após alterações no nome e na vinculação institucional, passou a chamar-se Programa de Alimentação Escolar em 1979 e foi incorporado ao Fundo Nacional de Desenvolvimento da Educação (FNDE) em 1997. 
O FNDE, autarquia vinculada ao MEC, é responsável pela normatização, assistência financeira, coordenação, acompanhamento, monitoramento, cooperação técnica e fiscalização da execução do Programa.
Prestes a completar sessenta anos de existência, o PNAE é o programa socioeducacional com maior história no campo de Segurança Alimentar e Nutricional (SAN) do país, cobrindo extensa parcela do território nacional desde a sua criação. É considerado um dos maiores programa de alimentação escolar do mundo, com cobertura universal e atendendo a mais de 20% da população brasileira.
Em 1994 foi iniciado o processo de descentralização do PNAE, que consolidou-se em 1998. Os recursos e as funções foram, então, transferidas da União para as jurisdições locais, ou seja, estados e municípios. A responsabilidade pelo monitoramento, fiscalização e avaliação do programa executado em nível local ficou a cargo do Governo Federal, assim como as capacitações e treinamentos dos atores sociais envolvidos.

## Funcionamento
O programa funciona por meio da transferência de recursos do Governo Federal às Entidades Executoras (estados, Distrito Federal e municípios), para aquisição de gêneros alimentícios destinados à Merenda Escolar, de forma a fornecer no mínimo 15% das necessidades diárias de nutrientes a alunos do ensino infantil e fundamental e 30% dessas a alunos de creches, escolas indígenas e escolas em áreas remanescentes de quilombos.
A quantidade de recursos disponibilizados para Entidades Executoras baseia-se no número de alunos matriculados nas escolas segundo o censo escolar realizado no ano anterior e nos valores per capita estabelecidos pelo FNDE, sendo de R$ 0,50 para estudantes da pré-escola; R$ 0,30 para alunos do Ensino Fundamental e Médio e Escolas de Jovens e Adultos; R$ 0,60 para alunos de creches e escolas localizadas em regiões indígenas ou remanescentes de quilombos; R$ 1,00 para alunos das escolas de período integral; e R$ 0,50 para alunos que frequentam o Atendimento Educacional Especializado no contraturno. Por ser um repasse de caráter complementar, espera-se que os estados, municípios e Distrito Federal ofereçam a contrapartida necessária à oferta de uma alimentação saudável e à satisfatória execução do Programa.
A escola beneficiária precisa estar cadastrada no Censo Escolar realizado pelo Instituto Nacional de Estudos e Pesquisas Educacionais Anísio Teixeira (Inep/MEC). As escolas filantrópicas, comunitárias e confessionais, sem fins lucrativos, que atendam aos critérios estabelecidos na Resolução FNDE nº 26/2013, são consideradas integrantes da rede pública de ensino.

## Orçamento
O orçamento destinado ao Programa para o ano 2014 foi de R$ 3,5 bilhões. Para esse mesmo ano, o público beneficiado foi estimado em aproximadamente 43 milhões de estudantes da Educação Básica e de Jovens e Adultos.

### Reajuste de 2017
Um dos recentes ganhos financeiros do PNAE foi o reajuste, em 2017, de 20% no valor repassado pelo governo federal a estados e municípios, após sete anos sem aumento em todas as etapas da educação básica. O aumento no valor per capita injetou R$ 465 milhões, somente no ano passado, na alimentação escolar dos alunos da rede pública, beneficiando 41 milhões de estudantes da educação básica.
O valor repassado pela União a estados e municípios por dia letivo para cada aluno é definido de acordo com a etapa e modalidade de ensino:
- Creches: R$ 1,07
- Pré-escola: R$ 0,53
- Escolas indígenas e quilombolas: R$ 0,64
- Ensino fundamental e médio: R$ 0,36
- Educação de jovens e adultos: R$ 0,32
- Ensino integral: R$ 1,07
- Programa de Fomento às Escolas de Ensino Médio em Tempo Integral: R$ 2,00
- Alunos que frequentam o Atendimento Educacional Especializado no contraturno: R$ 0,53

### Falta de reajuste
Desde 2017, o programa não sofre reajuste no valor repassado, para 2023, o Congresso tinha aprovado uma LDO (Lei de Diretrizes Orçamentárias) que previa um reajuste de 34% para recompor as perdas no PNAE, mas o então presidente Jair Bolsonaro vetou a proposta no dia 10 de agosto de 2022. A justificativa foi que isso poderia drenar verbas de outros programas e estourar o teto de gastos. Depois, ele não previu reajuste no Projeto de Lei Orçamentária.A responsabilidade de custeio é de União, Estados e municípios, mas a participação federal é importante, principalmente em cidades pobres. Gestores locais dizem que a defasagem do PNAE tem feito os municípios gastarem mais. A inflação da cesta básica, que inclui feijão e verduras, teve alta de 26,75% de maio de 2021 a maio de 2022.

### Reajuste de 2023
Em 2023, o Programa Nacional de Alimentação Escolar (PNAE) passou por um significativo reajuste, marcando um marco importante após seis anos sem aumento nos valores repassados pelo Governo Federal às escolas públicas brasileiras para custear a alimentação escolar. Este reajuste, que superou os 40% em alguns estados como Sergipe, Roraima, Piauí e Maranhão, é uma resposta às necessidades crescentes e à inflação acumulada ao longo dos anos. O cálculo para os repasses considera vários fatores, incluindo o número de dias de atendimento, a quantidade de estudantes matriculados e o valor per capita. Com um orçamento previsto de R$ 5,5 bilhões em 2023, o programa atende aproximadamente 40 milhões de alunos em cerca de 150 mil escolas em todo o país.

## O Conselho de Alimentação Escolar (CAE)
No âmbito do PNAE, foi criado em 1994 o Conselho de Alimentação Escolar (CAE) com o objetivo de realizar o controle social do Programa. Uma das atribuições dos Conselheiros do CAE é zelar pela qualidade dos alimentos oferecidos pelas escolas atendidas pelo PNAE, levando em consideração seu aspectos nutricionais e higiênico-sanitários. O CAE deve comunicar qualquer irregularidade identificada na execução do Programa aos órgãos competentes, destacando a importância da visita às escolas e o detalhamento da mesma nesta etapa de fiscalização.
As informações contidas nos pareceres do CAE podem conter informações valiosas acerca da execução do programa, contribuindo significativamente para a identificação de possíveis correções e melhorias.